# Zisterzienserinnenabtei Sostrup
Das Kloster Sostrup (seit 1998 Abtei Sostrup) war ein von 1960 bis 2013 bestehendes Kloster der Zisterzienserinnen auf dem Gelände von Schloss Sostrup bei Gjerrild, Norddjurs Kommune, in Dänemark.

## Geschichte
1920 sandte das tschechische Kloster Porta Coeli fünf Nonnen zur Gründung eines Tochterklosters im dänischen Allerslev bei Roskilde aus. 1961 zogen die Schwestern in das bei Grenaa in Jütland gelegene Schloss Sostrup um und nannten ihr Kloster „Maria Hjerte“ („zum Herzen Mariens“), nach dem Namen der Böhmischen Kongregation vom Reinsten Herzen Mariens (Congregatio Purissimi Cordis B.M.V.), der es angehörte. Im Hauptgebäude des Schlosses wurde ein Hotel betrieben, das auch als Gästehaus des Klosters genutzt wurde, während die Nonnen in einem Nebengebäude wohnten. Die Klosterkapelle befand sich im ehemaligen Pferdestall des Anwesens. 
Ab 1988 kam es durch die neue Priorin, die aus einer begüterten deutsch-niederländischen Unternehmerfamilie stammte, zu einer Neuausrichtung des Klosterlebens. Sie brachte eine Gruppe junger Mädchen und Frauen ins Kloster, von denen viele aus Deutschland stammten, um die überalterte Gemeinschaft zu reformieren. 1990 kam es erstmals zu Beschwerden über ihren Führungsstil beim Bischof von Kopenhagen, worauf dieser, der Jesuit Hans Ludvig Martensen, das Kloster besuchte, aber keine Handhabe fand. Unter anderem mit Unterstützung ihrer Familie veranlasste die Oberin einen großzügigen Klosterneubau wenige hundert Meter südlich vom Schloss. Im Mai 1992 zog der Konvent aus dem bis dahin bewohnten Verwalterhaus des Schlosses in den modernen und komfortabel eingerichteten Neubau um. Das Kloster arbeitete mit dem Neokatechumenalen Weg zusammen, der Frauen aus aller Welt nach Dänemark schickte. Kloster Sostrup wurde am 3. Oktober 1998 zur Abtei erhoben. Im Jahr 2000 lebten 16 Schwestern in der Maria Hjerte Abbedi. Nach erneuten Beschwerden beim Kopenhagener Bischof Czeslaw Kozon kam es 2001 zu einer Visitation durch die Generalleitung des Ordens, die aber keine Konsequenzen hatte. In den folgenden Jahren gründete die Abtei als Tochterklöster das Herz-Jesu-Kloster in Düsseldorf (2004) und das Kloster Santísima Trinidad in Pachacútec, Distrikt Ventanilla, im peruanischen Bistum Callao (2008).
Rundfunkberichte über das als Schlüsselroman angelegte Bekenntnisbuch Inte längre nunna („Nicht länger Nonne“, 2009) der ausgetretenen schwedischen Nonne Helene Hägglund, die von 1988 bis 2000 in Sostrup gelebt hatte und eine enge Vertraute der Vorsteherin gewesen war, erregten Aufsehen in der dänischen Öffentlichkeit und lösten polizeiliche Ermittlungen aus. Ihre traumatischen Erfahrungen als Zisterzienserin in Sostrup zwischen 1990 und 1994 schildert die zu den Dominikanerinnen von Bethanien übergetretene Schwester Jordana Schmidt, die das Kloster zwei Wochen vor ihren ewigen Ordensgelübden fluchtartig verließ, gleichfalls verschlüsselt in ihrem autobiografischen Buch Ente zu verschenken (2015). Die von der dänischen Ortskirche veranlasste apostolische Visitation durch die römische Ordenskongregation, in deren Auftrag der englische Weihbischof William Kenney und die schwedische Äbtissin Karin Adolfsson OSsS das Kloster besuchten, führte im Jahr 2011 zur Absetzung der Äbtissin, die diese allerdings nicht akzeptierte und das Kloster weiter regierte. 2013 kam es daraufhin zur Aufhebung des Klosters und der Tochterklöster und 2014 zur Auflösung der Böhmischen Zisterzienserkongregation. Die verbliebenen Klöster der Kongregation, Marienthal und Marienstern, wurden unmittelbar dem Generalabt des Ordens unterstellt.

## Galerie

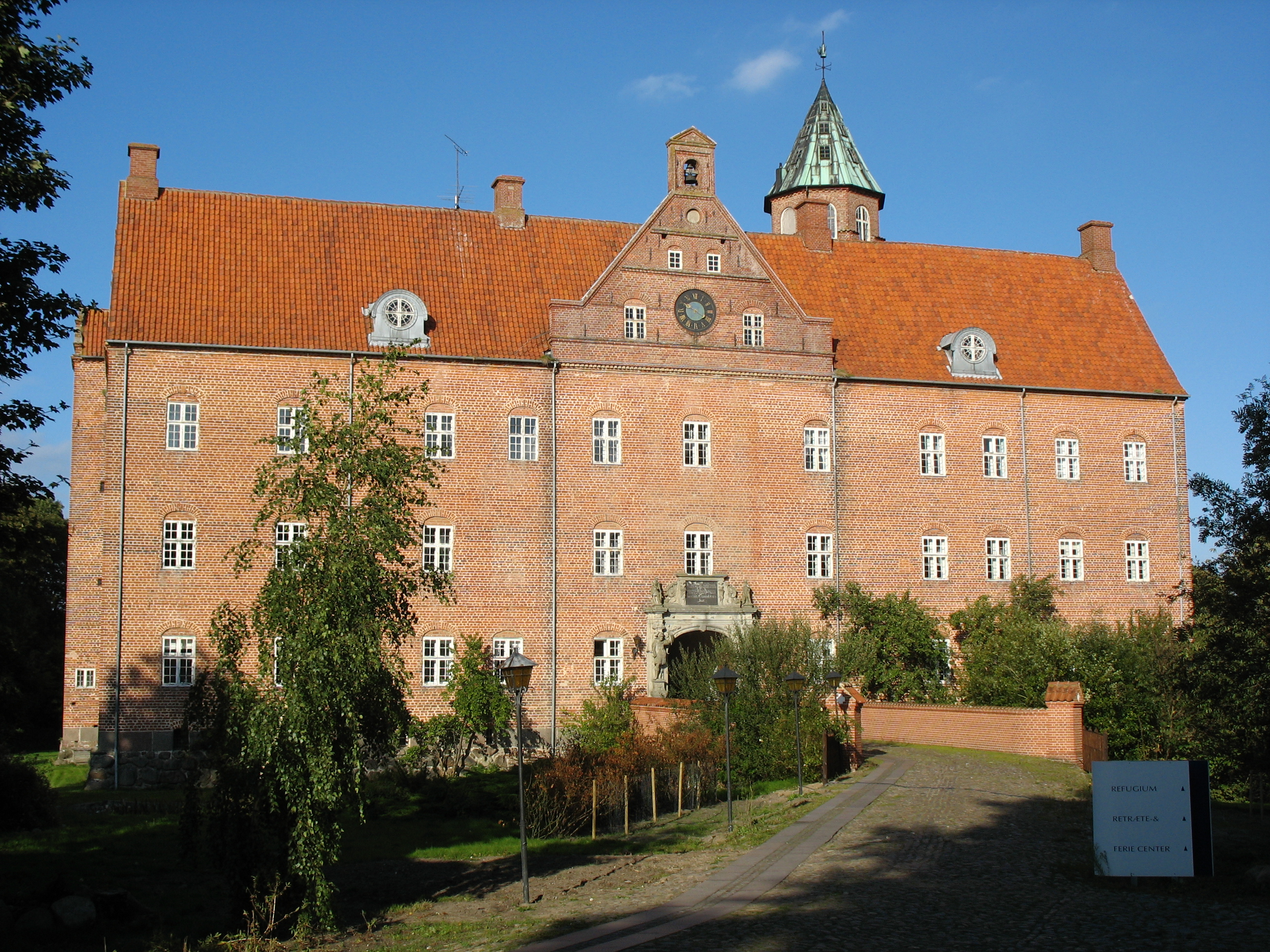
Schloss Sostrup
Das neue Kloster
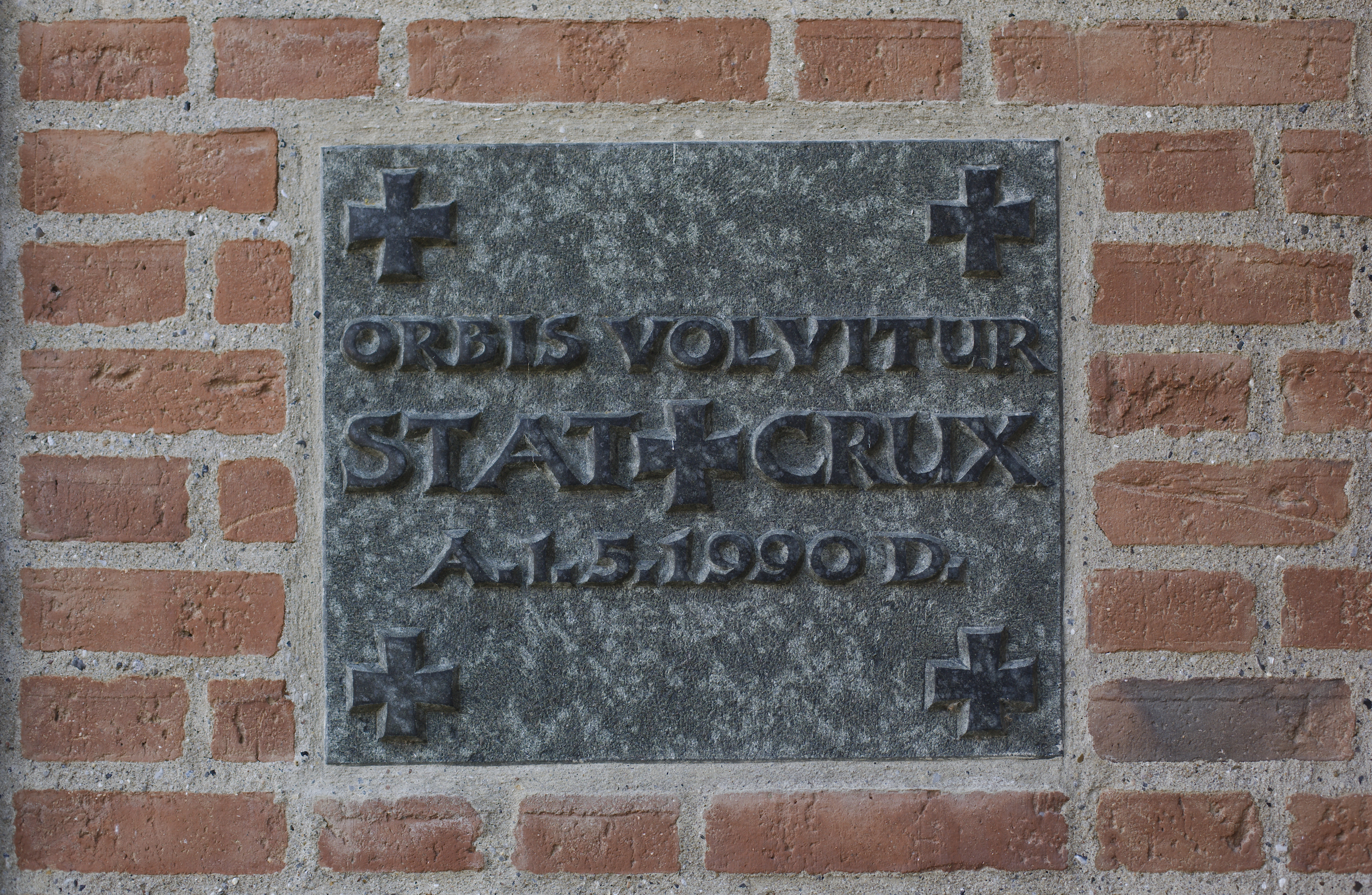
Grundstein
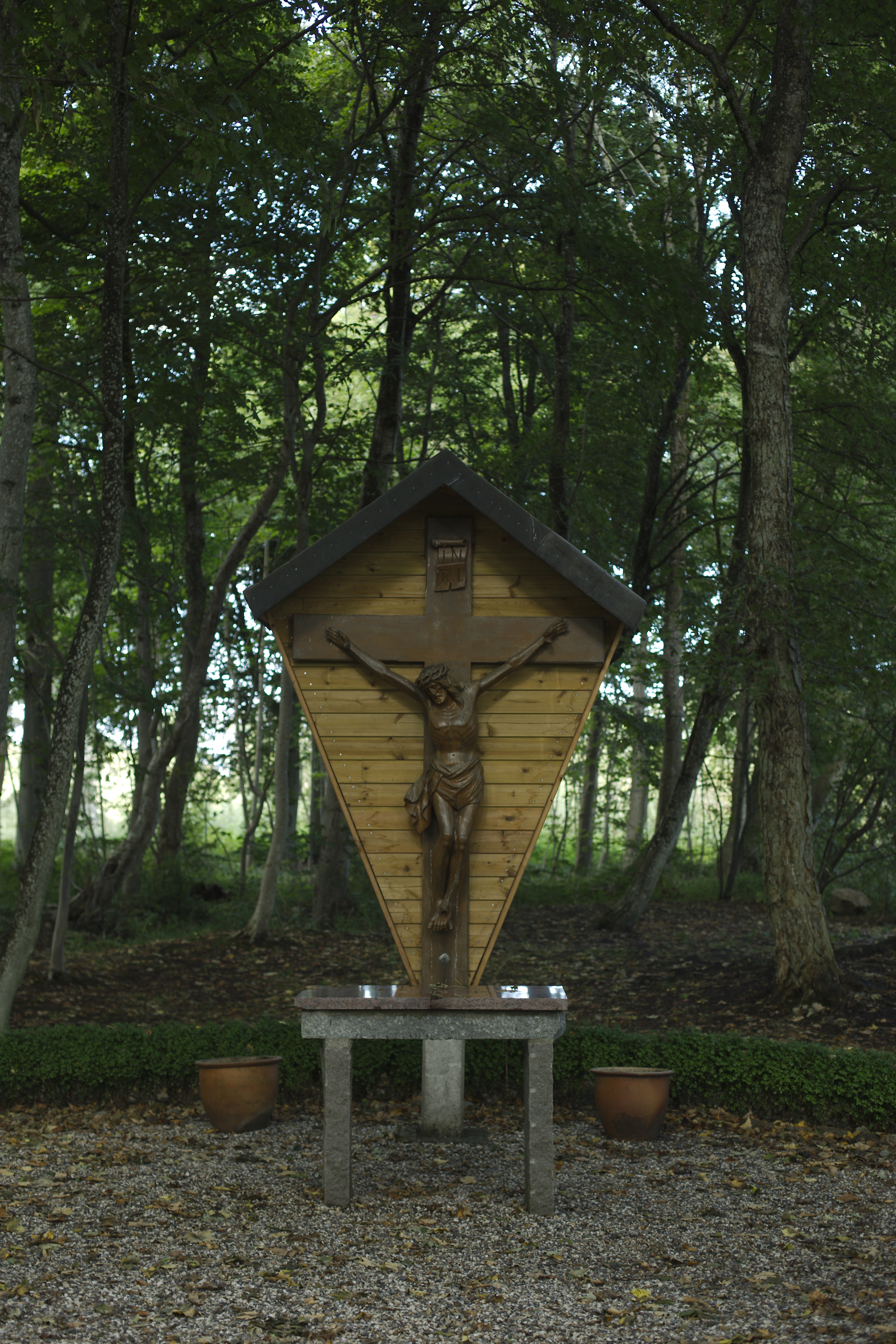
Außenaltar bei Schloss Sostrup